# Stazioni ferroviarie del Giappone (B)
| Stazioni ferroviarie del Giappone | Stazioni ferroviarie del Giappone | Stazioni ferroviarie del Giappone | Stazioni ferroviarie del Giappone | Stazioni ferroviarie del Giappone | Stazioni ferroviarie del Giappone | Stazioni ferroviarie del Giappone | Stazioni ferroviarie del Giappone | Stazioni ferroviarie del Giappone | Stazioni ferroviarie del Giappone | Stazioni ferroviarie del Giappone | Stazioni ferroviarie del Giappone | Stazioni ferroviarie del Giappone | Stazioni ferroviarie del Giappone | Stazioni ferroviarie del Giappone | Stazioni ferroviarie del Giappone | Stazioni ferroviarie del Giappone | Stazioni ferroviarie del Giappone | Stazioni ferroviarie del Giappone | Stazioni ferroviarie del Giappone | Stazioni ferroviarie del Giappone |
| --------------------------------- | --------------------------------- | --------------------------------- | --------------------------------- | --------------------------------- | --------------------------------- | --------------------------------- | --------------------------------- | --------------------------------- | --------------------------------- | --------------------------------- | --------------------------------- | --------------------------------- | --------------------------------- | --------------------------------- | --------------------------------- | --------------------------------- | --------------------------------- | --------------------------------- | --------------------------------- | --------------------------------- |
| A                                 | B                                 | C                                 | D                                 | E                                 | F                                 | G                                 | H                                 | I                                 | J                                 | KL                                | M                                 | N                                 | OP                                | R                                 | S                                 | T                                 | U                                 | W                                 | Y                                 | Z                                 |

## Lista delle stazioni
| Stazione di Babasakichō                  | 馬場崎町駅（ばばさきちょう）                      |
| Stazione di Bairin (Gifu)                | 梅林駅 (岐阜県)（ばいりん）                       |
| Stazione di Bairin (Hiroshima)           | 梅林駅 (広島県)（ばいりん）                       |
| Stazione di Baishinji                    | 梅津寺駅（ばいしんじ）                            |
| Stazione di Bakkai                       | 抜海駅（ばっかい）                                |
| Stazione di Bakurochō                    | 馬喰町駅（ばくろちょう）                          |
| Stazione di Bakurōmachi                  | 博労町駅（ばくろうまち）                          |
| Stazione di Bakuroyokoyama               | 馬喰横山駅（ばくろよこやま）                      |
| Stazione di Balloon Saga                 | バルーンさが駅                                    |
| Stazione di Banda                        | 番田駅 (神奈川県)（ばんだ）                       |
| Stazione di Bandai-Atami                 | 磐梯熱海駅（ばんだいあたみ）                      |
| Stazione di Bandaimachi                  | 磐梯町駅（ばんだいまち）                          |
| Stazione di Banden                       | 番田駅 (福井県)（ばんでん）                       |
| Stazione di Bandō                        | 板東駅（ばんどう）                                |
| Stazione di Bandōbashi                   | 阪東橋駅（ばんどうばし）                          |
| Stazione di Bampaku-kinen-kōen (Ibaraki) | 万博記念公園駅 (茨城県)（ばんぱくきねんこうえん） |
| Stazione di Bampaku-kinen-kōen (Osaka)   | 万博記念公園駅 (大阪府)（ばんぱくきねんこうえん） |
| Stazione di Banshū-Akō                   | 播州赤穂駅（ばんしゅうあこう）                    |
| Stazione di Baraki                       | 原木駅（ばらき）                                  |
| Stazione di Baraki-Nakayama              | 原木中山駅（ばらきなかやま）                      |
| Stazione di Bashamichi                   | 馬車道駅（ばしゃみち）                            |
| Stazione di Bayside                      | ベイサイド・ステーション駅                        |
| Stazione di Befu (Fukuoka)               | 別府駅 (福岡県)（べふ）                           |
| Stazione di Befu (Hyogo)                 | 別府駅 (兵庫県)（べふ）                           |
| Stazione di Bentembashi                  | 弁天橋駅（べんてんばし）                          |
| Stazione di Bentenchō                    | 弁天町駅（べんてんちょう）                        |
| Stazione di Bentenjima                   | 弁天島駅（べんてんじま）                          |
| Stazione di Beppo                        | 別保駅（べっぽ）                                  |
| Stazione di Beppu                        | 別府駅 (大分県)（べっぷ）                         |
| Stazione di Beppu Daigaku                | 別府大学駅（べっぷだいがく）                      |
| Stazione di Berumae                      | ベル前駅（べるまえ）                              |
| Stazione di Bessho (Hyogo)               | 別所駅 (兵庫県)（べっしょ）                       |
| Stazione di Bessho (Shiga)               | 別所駅 (滋賀県)（べっしょ）                       |
| Stazione di Bessho-Onsen                 | 別所温泉駅（べっしょおんせん）                    |
| Stazione di Bettoga                      | 別当賀駅（べっとが）                              |
| Stazione di Bibai                        | 美唄駅（びばい）                                  |
| Stazione di Bibaushi                     | 美馬牛駅（びばうし）                              |
| Stazione di Bibi                         | 美々駅（びび）                                    |
| Stazione di Bitchū-Hirose                | 備中広瀬駅（びっちゅうひろせ）                    |
| Stazione di Bitchū-Kawamo                | 備中川面駅（びっちゅうかわも）                    |
| Stazione di Bitchū-Kōjiro                | 備中神代駅（びっちゅうこうじろ）                  |
| Stazione di Bitchū-Kurese                | 備中呉妹駅（びっちゅうくれせ）                    |
| Stazione di Bitchū-Mishima               | 備中箕島駅（びっちゅうみしま）                    |
| Stazione di Bitchū-Takahashi             | 備中高梁駅（びっちゅうたかはし）                  |
| Stazione di Bitchū-Takamatsu             | 備中高松駅（びっちゅうたかまつ）                  |
| Stazione di Biei                         | 美瑛駅（びえい）                                  |
| Stazione di Bifuka                       | 美深駅（びふか）                                  |
| Stazione di Bihoro                       | 美幌駅（びほろ）                                  |
| Stazione di Bijutsukantoshokanmae        | 美術館図書館前駅（びじゅつかんとしょかんまえ）    |
| Stazione di Bingo-Akasaka                | 備後赤坂駅（びんごあかさか）                      |
| Stazione di Bingo-Honjō                  | 備後本庄駅（びんごほんじょう）                    |
| Stazione di Bingo-Mikawa                 | 備後三川駅（びんごみかわ）                        |
| Stazione di Bingo-Mikkaichi              | 備後三日市駅（びんごみっかいち）                  |
| Stazione di Bingo-Ochiai                 | 備後落合駅（びんごおちあい）                      |
| Stazione di Bingo-Saijō                  | 備後西城駅（びんごさいじょう）                    |
| Stazione di Bingo-Shōbara                | 備後庄原駅（びんごしょうばら）                    |
| Stazione di Bingo-Yano                   | 備後矢野駅（びんごやの）                          |
| Stazione di Bingo-Yasuda                 | 備後安田駅（びんごやすだ）                        |
| Stazione di Bingo-Yawata                 | 備後八幡駅（びんごやわた）                        |
| Stazione di Biruwa                       | 美留和駅（びるわ）                                |
| Stazione di Bishamon                     | 毘沙門駅（びしゃもん）                            |
| Bishamondai                              | 毘沙門台駅（びしゃもんだい）                      |
| Stazione di Bishōen                      | 美章園駅（びしょうえん）                          |
| Stazione di Biwajima                     | 枇杷島駅（びわじま）                              |
| Stazione di Bizen-Ichinomiya             | 備前一宮駅（びぜんいちのみや）                    |
| Stazione di Bizen-Fukukawa               | 備前福河駅（びぜんふくかわ）                      |
| Stazione di Bizen-Hara                   | 備前原駅（びぜんはら）                            |
| Stazione di Bizen-Katakami               | 備前片上駅（びぜんかたかみ）                      |
| Stazione di Bizen-Kataoka                | 備前片岡駅（びぜんかたおか）                      |
| Stazione di Bizen-Mikado                 | 備前三門駅（びぜんみかど）                        |
| Stazione di Bizen-Nishiichi              | 備前西市駅（びぜんにしいち）                      |
| Stazione di Bizen-Tai                    | 備前田井駅（びぜんたい）                          |
| Stazione di Bokoi                        | 母恋駅（ぼこい）                                  |
| Stazione di Bōeki Center                 | 貿易センター駅（ぼうえきセンター）                |
| Stazione di Bōjō                         | 坊城駅（ぼうじょう）                              |
| Stazione di Bubaigawara                  | 分倍河原駅（ぶばいがわら）                        |
| Stazione di Bungo-Kiyokawa               | 豊後清川駅（ぶんごきよかわ）                      |
| Stazione di Bungo-Kokubu                 | 豊後国分駅（ぶんごこくぶ）                        |
| Stazione di Bungo-Miyoshi                | 豊後三芳駅（ぶんごみよし）                        |
| Stazione di Bungo-Mori                   | 豊後森駅（ぶんごもり）                            |
| Stazione di Bungo-Nakagawa               | 豊後中川駅（ぶんごなかがわ）                      |
| Stazione di Bungo-Nakamura               | 豊後中村駅（ぶんごなかむら）                      |
| Stazione di Bungo-Ogi                    | 豊後荻駅（ぶんごおぎ）                            |
| Stazione di Bungo-Taketa                 | 豊後竹田駅（ぶんごたけた）                        |
| Stazione di Bungo-Toyooka                | 豊後豊岡駅（ぶんごとよおか）                      |
| Stazione di Bunkanomori                  | 文化の森駅（ぶんかのもり）                        |
| Stazione di Bunsui                       | 分水駅（ぶんすい）                                |
| Stazione di Bus Center Mae               | バスセンター前駅（バスセンターまえ）              |
| Stazione di Bushi                        | 仏子駅（ぶし）                                    |
| Stazione di Bushū-Araki                  | 武州荒木駅（ぶしゅうあらき）                      |
| Stazione di Bushū-Hino                   | 武州日野駅（ぶしゅうひの）                        |
| Stazione di Bushū-Karasawa               | 武州唐沢駅（ぶしゅうからさわ）                    |
| Stazione di Bushū-Nagase                 | 武州長瀬駅（ぶしゅうながせ）                      |
| Stazione di Bushū-Nakagawa               | 武州中川駅（ぶしゅうなかがわ）                    |
| Stazione di Busshōzan                    | 仏生山駅（ぶっしょうざん）                        |
| Stazione di Buzen-Ōkuma                  | 豊前大熊駅（ぶぜんおおくま）                      |
| Stazione di Buzen-Kawasaki               | 豊前川崎駅（ぶぜんかわさき）                      |
| Stazione di Buzen-Masuda                 | 豊前桝田駅（ぶぜんますだ）                        |
| Stazione di Buzen-Nagasu                 | 豊前長洲駅（ぶぜんながす）                        |
| Stazione di Buzen-Shōe                   | 豊前松江駅（ぶぜんしょうえ）                      |
| Stazione di Buzen-Zenkōji                | 豊前善光寺駅（ぶぜんぜんこうじ）                  |
| Stazione di Byōbugaura                   | 屏風浦駅（びょうぶがうら）                        |